# Bali
Bali je indonéský ostrov. Je nejzápadnější z Malých Sund, leží mezi Jávou na západě a Lombokem na východě. Bali tvoří spolu s několika malými ostrovy (zejména ostrovy Nusa Penida,  Nusa Lembongan a Nusa Ceningan) jednu ze 34 indonéských provincií, hlavním a největším městem je půlmilionový Denpasar na jihu ostrova. Je zároveň nejlidnatějším městem na Malých Sundách a druhým největším po Makasaru ve východní Indonésii. Ostrov je také největší turistickou destinací v Indonésii, známou uměním tance (tradičního i moderního), hudby, sochařstvím, malbami, výrobky z kůže a kovotepectvím. Turismus v oblasti od 80. let značně rostl. Podnikání související s cestovním ruchem tvoří 80 % ekonomiky ostrova.
Na Bali žije většina příslušníků indonéské hinduistické menšiny. Protože v případě Bali jde o směs hinduismu a místní tradiční víry, označuje se jako balijský hinduismus a hlásí se k němu 86,9 % obyvatel. Indonéský mezinárodní filmový festival se na Bali koná každoročně. Mezi další mezinárodní akce na Bali patří Miss World 2013 a výroční zasedání Mezinárodního měnového fondu a skupiny Světové banky v roce 2018. V březnu 2017 i v lednu 2021 označil TripAdvisor Bali v ocenění Traveller's Choice za nejlepší světovou destinaci.
Bali je součástí Korálového trojúhelníku, oblasti s velkou rozmanitostí mořských živočichů, zvlášť ryb a želv. Jen v této oblasti lze nalézt více než 500 druhů korálů budujících útesy. Pro srovnání, je to sedmkrát více než v celém Karibiku. Z Bali pochází zavlažovací systém Subak, který je na seznamu světového dědictví UNESCO. Je také domovem sjednocené konfederace království složené z deseti tradičních balijských královských rodů, kde každý rod vládne konkrétní geografické oblasti. Konfederace je nástupcem Balijského království. Královské rody nejsou uznány indonéskou vládou, pocházejí však z doby před nizozemskou kolonizací.
Východně od Bali prochází Wallaceova linie, což je biogeografická hranice mezi oblastmi rozšíření asijských a australských druhů.

## Historie

### Starověk
Na ostrov Bali dorazili první obyvatelé už kolem roku 2000 př. n. l. Byli to Australoasiaté, kteří přicházeli z Tchaj-wanu. Kulturně a jazykově jsou Balijci úzce spřízněni s obyvateli indonéského souostroví, Malajsie, Filipín a Oceánie. Nálezy datované do této doby ukazují kamenné nástroje, lodě i kostry skrčených těl. V této době se také objevují první psané texty. Tak vznikla vyspělá civilizace se zaměřením na pěstování rýže. Zdejší unikátní vodohospodářský systém zavlažování terasovitých rýžových polí – Subak – společně s několika chrámy byl v roce 2012 zapsán do světového kulturního dědictví UNESCO.
V průběhu 4.–8. století našeho letopočtu se začala šířit náboženství – hinduismus a buddhismus. Dnes je Bali jediný ostrov v Indonésii, kde má hinduismus většinu, a dnes se označuje jako balijský hinduismus.

### Vliv Jávské dynastie (11. století – 16. století)
Od dvanáctého století začíná mít sílící vliv na Bali sousední ostrov Jáva. Ve čtrnáctém století si Bali podmanil jávský vládce Mandžapahit, což způsobilo výrazné společenské i kulturní změny, mimo jiné zavedení kastovního systému. Ne všichni obyvatelé Bali se chtěli přizpůsobit těmto změnám, proto se celé skupiny odebraly do odlehlých pralesů a hor, kde založily nové vesnice, aby se bránily změnám. Dodnes žijí zcela odlišným způsobem, zachovávajícím tradiční zákony, na rozdíl od pobřežních oblastí.
Po pádu Madžapahita se pak Bali rozdělilo na skupinu nezávislých hinduistických království, což vedlo k vytvoření balijské národní identity a významnému rozvoji kultury, umění a hospodářství. Země rozdělená do několika království pak zůstala 386 let nezávislá, a to až do roku 1906, kdy ostrov ovládli Nizozemci.

### První kontakt sPortugalci
Předpokládá se, že k prvnímu známému kontaktu Evropanů s Bali došlo v roce 1512, kdy portugalská výprava vedená Antoniem Abreuem a Franciscem Serrãoem spatřila jeho severní pobřeží. Jednalo se o první výpravu z řady dvakrát ročně se opakujících výprav na Moluky, které se v průběhu 16. století obvykle pohybovaly podél pobřeží Sundských ostrovů. Bali se objevilo na mapě Francisca Rodriguese, který byl v roce 1512 na jedné z výprav. V roce 1585 ztroskotala u poloostrova Bukit loď, na níž zůstalo několik Portugalců ve službách Dewy Agunga.

### Nizozemská východní Indie
V roce 1597 dorazil na Bali nizozemský objevitel Cornelis de Houtman a v roce 1602 byla založena Nizozemská východoindická společnost. V druhé polovině 19. století nizozemská vláda rozšířila svou kontrolu nad celým indonéským souostrovím. Nizozemská politická a ekonomická kontrola nad Bali začala ve 40. letech 19. století na severním pobřeží ostrova, kdy Nizozemci proti sobě postavili různá balijská království, která soupeřila proti sobě. Na konci 90. let 19. století Nizozemci využili bojů mezi balijskými královstvími na jihu ostrova k posílení své kontroly.
V červnu 1860 se slavný britský přírodovědec Alfred Russel Wallace vydal ze Singapuru na Bali a přistál v Bulelengu na severním pobřeží ostrova. Wallaceova cesta na Bali mu pomohla přijít s teorií Wallaceovy linie. Wallaceova linie je biogeografická hranice mezi druhy, která prochází úžinou mezi Bali a Lombokem. Ve svých cestopisných pamětech Malajské souostroví Wallace popsal své zážitky z Bali, v nichž je výrazná zmínka o jedinečných balijských zavlažovacích metodách Subak.

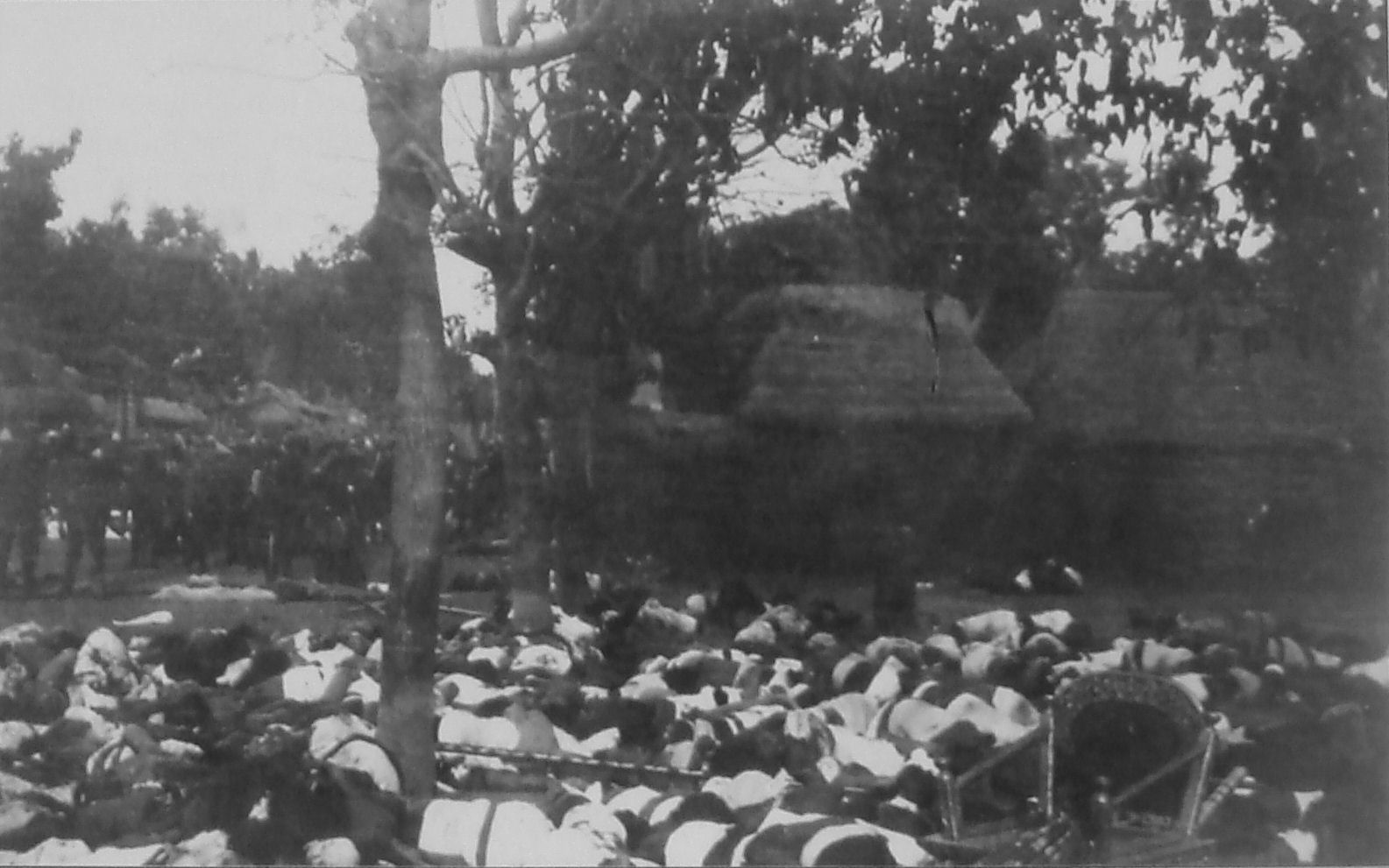
Puputan

V roce 1906 podnikli Nizozemci rozsáhlé námořní a pozemní útoky v oblasti Sanuru, kde se jim postavily tisíce členů královské rodiny a jejich stoupenců, kteří raději než aby se vzdali přesile Nizozemců, spáchali rituální sebevraždu (puputan), aby se vyhnuli ponížení z kapitulace. Navzdory nizozemským požadavkům na kapitulaci spáchalo odhadem 200 Balijců raději sebevraždu, než aby se vzdali. Při nizozemské intervenci na Bali došlo k podobné hromadné sebevraždě tváří v tvář nizozemskému útoku v Klungkungu. Poté nizozemští guvernéři vykonávali nad ostrovem administrativní kontrolu, ale místní kontrola nad náboženstvím a kulturou zůstala obecně zachována. Nadvláda Nizozemců nad Bali přišla později a nikdy nebyla tak pevně zakotvena jako v jiných částech Indonésie, například na Jávě a Molukách.
Ve 30. letech 20. století zde pobývali antropologové Margaret Meadová a Gregory Bateson, umělci Miguel Covarrubias a Walter Spies a muzikolog Colin McPhee. Jejich vyprávění o ostrově a jeho obyvatelích vytvořilo na Západě obraz Bali jako „kouzelné země estétů, kteří žijí v míru sami se sebou a s přírodou“. Ostrov pak začali navštěvovat západní turisté. Smyslný obraz Bali byl na Západě umocněn kvazipornografickým dokumentárním filmem Panny z Bali z roku 1932 o jednom dni v životě dvou dospívajících balijských dívek, o nichž vypravěč filmu Deane Dickason v první scéně poznamenal, že „koupou svá nestydatě nahá bronzová těla“. Podle volnější verze produkčního kodexu, která existovala do roku 1934, byla nahota zahrnující „civilizované“ (tj. bílé) ženy zakázána, ale „necivilizované“ (tj. všechny nebílé ženy) mohly být nahé, čehož producenti filmu Panny z Bali využili. Film, který se skládal převážně ze scén s balijskými ženami nahoře bez, měl v roce 1932 velký úspěch a téměř sám o sobě udělal z Bali oblíbené místo pro turisty.

### Druhá světová válka
Během druhé světové války bylo Bali okupováno Japonskem. Původně nebylo v kampani v Nizozemské východní Indii cílem, ale protože letiště na Borneu byla kvůli silným dešťům nefunkční, rozhodla se japonská císařská armáda obsadit Bali, které podobným počasím netrpělo. Na ostrově nebyly žádné pravidelné jednotky Královské armády Nizozemské východní Indie (KNIL). Byl zde pouze domorodý pomocný sbor Prajoda (Korps Prajoda), který tvořilo asi 600 domorodých vojáků a několik nizozemských důstojníků KNIL pod velením podplukovníka KNIL W. P. Roodenburga. Po půlnoci na 19. února 1942 se japonské jednotky vylodily poblíž Sanuru a ostrov byl rychle obsazen.
Během japonské okupace vytvořil balijský vojenský důstojník I Gusti Ngurah Rai balijskou „armádu svobody“. Krutost japonských okupačních sil vyvolávala větší odpor než u nizozemských koloniálních vládců.

### Nezávislost na Nizozemsku
V roce 1945 osvobodila Bali britská 5. pěší divize pod velením generálmajora Roberta Mansergha, který přijal kapitulaci Japonců. Po repatriaci japonských vojsk byl ostrov následujícího roku předán Nizozemcům.
V roce 1946 Nizozemci ustanovili Bali jako jeden ze 13 správních obvodů nově vyhlášeného Východoindonéského státu, konkurenčního státu k Indonéské republice, kterou vyhlásili a vedli Sukarno a Hatta. Když Nizozemsko 29. prosince 1949 uznalo indonéskou nezávislost, bylo Bali začleněno do Republiky Spojených států indonéských. Dne 29. prosince 1958, kdy se Bali stalo provincií, jmenoval prezident Sukarno prvního guvernéra Bali, Anaka Agunga Baguse Suteju.

### Novodobá historie
V roce 1963 došlo k erupci sopky Agung, která zabila tisíce lidí, způsobila ekonomické škody a přinutila mnoho vysídlených Balijců k přesídlení do jiných částí Indonésie. Na Bali, kde se v 50. a počátkem 60. let 20. století prohlubovaly sociální rozdíly podobně jako v celé Indonésii, došlo ke konfliktu mezi zastánci tradičního kastovního systému a jeho odpůrci. Politicky opozici představovali stoupenci Komunistické strany Indonésie (PKI) a Národní strany Indonésie (PNI), přičemž napětí a nevraživost ještě zvýšily programy PKI týkající se pozemkové reformy. Pokus o převrat v Jakartě byl potlačen silami vedenými generálem Suhartem.
Dominantní silou se stala armáda, protože zahájila násilné protikomunistické čistky, při nichž obvinila PKI z převratu. Podle většiny odhadů bylo v celé Indonésii zabito nejméně 500 000 lidí, přičemž na Bali jich bylo zabito odhadem 80 000, což odpovídá 5 % obyvatel ostrova. Do akce nebyly zapojeny islámské síly jako na Jávě a Sumatře, vyhlazování členů PKI vedli pozemkoví vlastníci z vyšších kast ze strany PNI.
V důsledku otřesů v letech 1965–66 se Suhartovi podařilo Sukarna vymanévrovat z prezidentského úřadu. Jeho vláda „nového řádu“ obnovila vztahy se západními zeměmi. Předválečné Bali jako „ráj“ bylo v moderní podobě oživeno. Následný velký rozvoj cestovního ruchu vedl k dramatickému zvýšení životní úrovně Balijců a k významným devizovým ziskům pro zemi.
Při bombovém útoku, který v roce 2002 spáchali militantní islamisté v turistické oblasti Kuta, zahynulo 202 lidí, převážně cizinců. Tento útok a další v roce 2005 citelně omezily turistický ruch a způsobily ostrovu velké ekonomické potíže.
Dne 27. listopadu 2017 došlo k pětinásobné erupci hory Agung, která způsobila evakuaci tisíců lidí, narušení letecké dopravy a škody na životním prostředí. K dalším erupcím došlo také v letech 2018 až 2019.

## Geografie

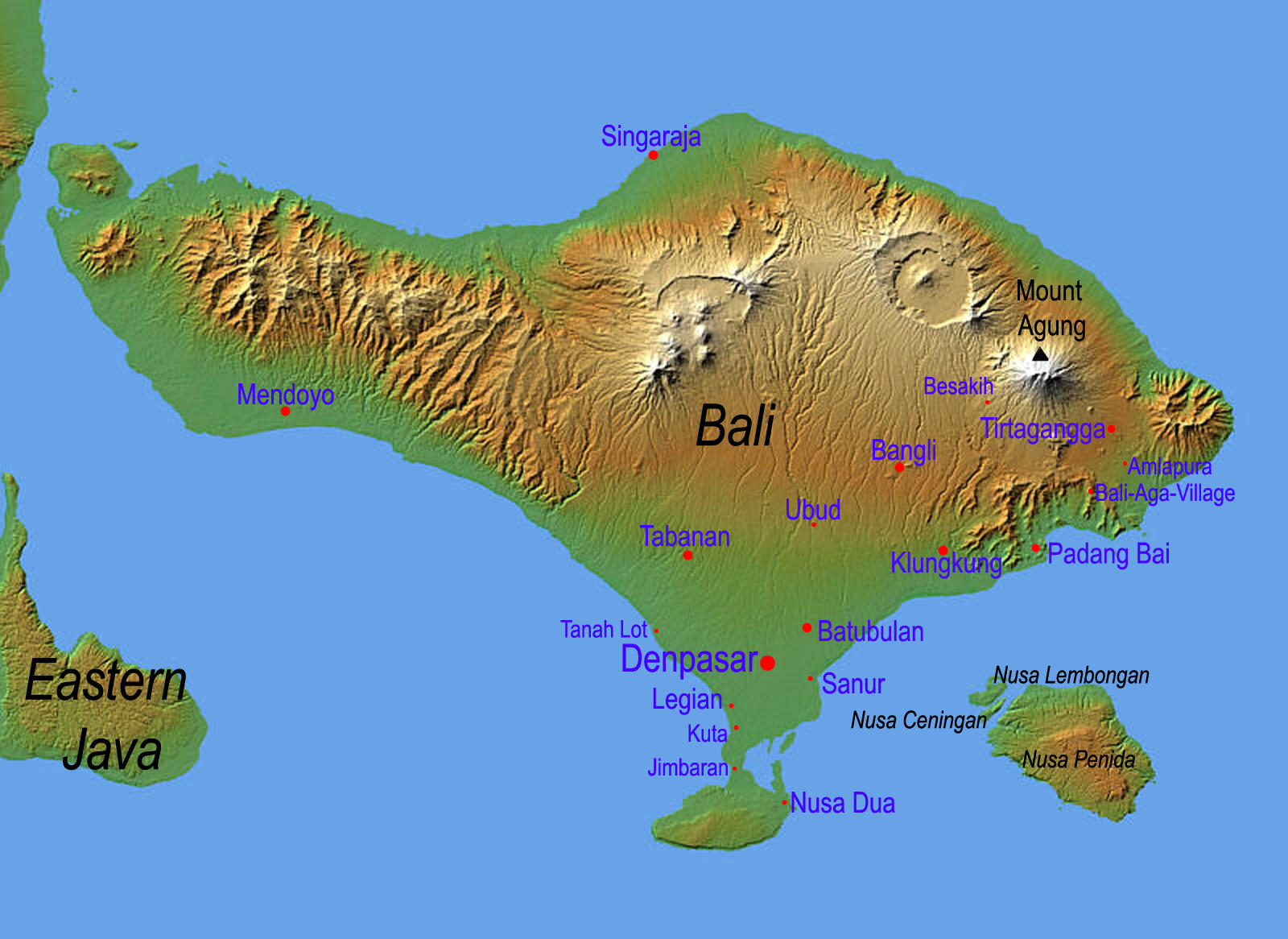
Topografie ostrova Bali

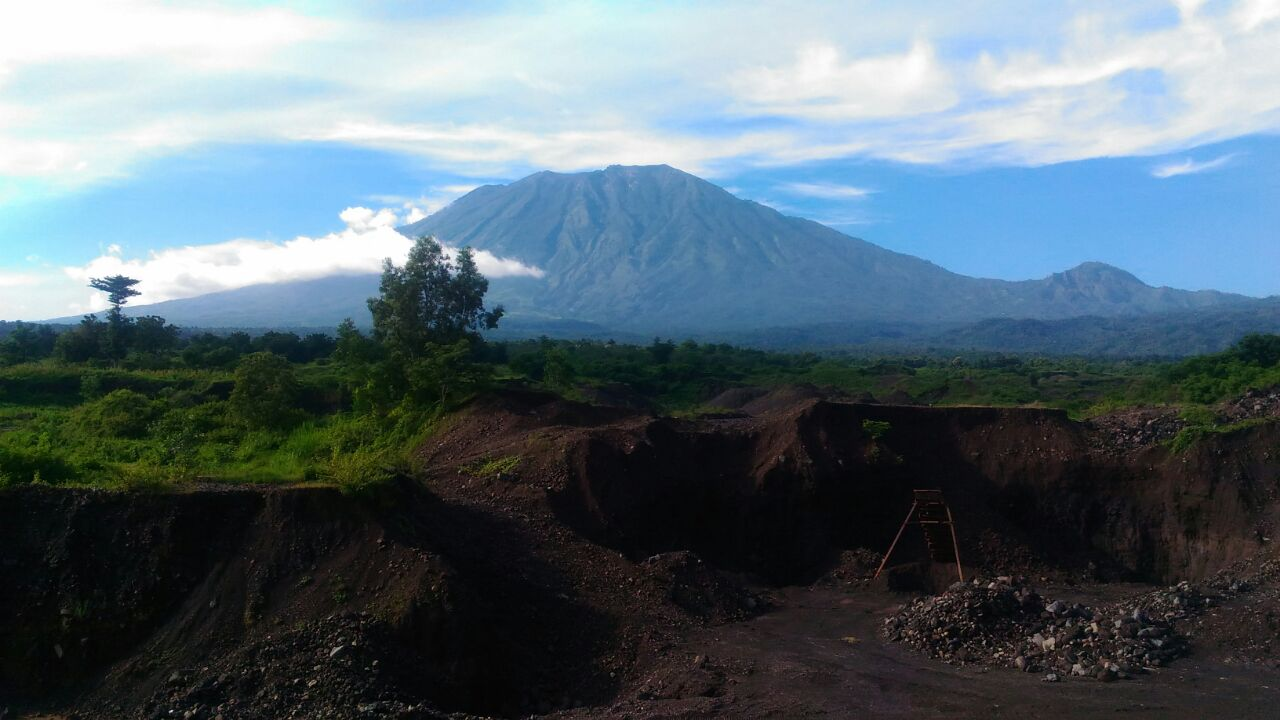
Agung

Bali leží východně od ostrova Jáva (odděleno 3,2 km širokým Balijským průlivem) a přibližně 8 stupňů jižně od rovníku. Od ostrova Lombok na východě je Bali odděleno Lombockým průlivem. Severní břehy omývá Jávské moře, jižní pak Indický oceán. Od východu k západu je ostrov asi 153 km široký, od severu k jihu je to asi 112 km. Rozloha činí 5632 km².
V centrálním pohoří Bali se nachází několik vrcholů s nadmořskou výškou přes 2000 metrů a aktivní sopky jako např. vulkán Batur. Nejvyšším bodem je aktivní vulkán Agung (3031 m n. m.), který je aktivní sopkou a je považován za jedno z nejpravděpodobnějších míst na světě, kde v příštích 100 letech dojde k mohutné erupci. K erupcím hory Agung a evakuaci velkého počtu lidí, což vedlo k dočasnému uzavření letiště na ostrově, došlo naposledy v roce 2017. K dalším erupcím došlo i v letech 2018 a 2019.
Hory pokrývají střed ostrova a táhnou se na východní stranu. Sopečná povaha Bali přispěla k jeho výjimečné úrodnosti a vysoké horské masivy zajišťují vysoké srážky, které podporují vysoce produktivní zemědělství.
Na jihu se rozkládá rozsáhlá, pozvolna klesající oblast s množstvím sezónních řek, kde se pěstuje většina rýže na Bali. Severní strana hor se svažuje strměji k moři a je hlavní oblastí ostrova, kde se pěstuje káva, rýže, a zelenina a chová dobytek. Nejdelší řekou ostrova je Ayung o délce přibližně 75 km.
Ostrov je obklopen korálovými útesy. Pláže na jihu mají většinou bílý písek, zatímco na severu a západě je písek černý. Bali nemá žádné významné vodní cesty, i když řeka Ho je splavná malými čluny typu sampan. Pláže s černým pískem mezi Pasutem a Klatingdukuhem nejsou kromě přímořského chrámu Tanah Lot zatím významně turisticky využívány.
Největším městem je hlavní město provincie Denpasar nedaleko jižního pobřeží. Počet obyvatel je kolem 725 000 (2020). Druhým největším městem Bali je staré koloniální hlavní město Singaraja, které se nachází na severním pobřeží a v roce 2020 v něm žilo asi 150 000 obyvatel. Mezi další významná města patří plážové letovisko Kuta, které je prakticky součástí městské zástavby Denpasaru, a Ubud, ležící na sever od Denpasaru, který je kulturním centrem ostrova.
Bezprostředně na jihovýchodě leží tři malé ostrovy a všechny jsou administrativně součástí regentství Klungkung na Bali: Nusa Penida, Nusa Lembongan a Nusa Ceningan. Tyto ostrovy jsou od Bali odděleny Badungským průlivem.
Na východě odděluje Bali od Lomboku Lombocký průliv, který je biogeografickým předělem mezi faunou indomalajské oblasti a výrazně odlišnou faunou Australasie. Tento přechod je známý jako Wallaceova linie, pojmenovaná podle Alfreda Russela Wallace, který jako první navrhl přechodovou zónu mezi těmito dvěma hlavními biomy. Když během pleistocenní doby ledové klesla hladina moře, Bali bylo spojeno s Jávou a Sumatrou a s asijskou pevninou a mělo asijskou faunu, ale hluboké vody Lombockého průlivu nadále udržovaly ostrov Lombok a souostroví Malé Sundy v izolaci.

## Klima
Protože je Bali pouhých 8 stupňů jižně od rovníku, má po celý rok poměrně stejné klima. Průměrná roční teplota se pohybuje okolo 30 °C s vlhkostí 85 %.
Denní teploty v nízkých nadmořských výškách se pohybují mezi 20 až 33 °C, ale teploty se s rostoucí nadmořskou výškou významně snižují.
Západní monzun působí na Bali přibližně od října do dubna. Může přinést výrazné deště, zejména od prosince do března. Během období dešťů je na Bali výrazně méně turistů. Během velikonočních a vánočních prázdnin je počasí velmi nepředvídatelné. Mimo monzunové období je vlhkost relativně nízká a v nížinných oblastech většinou neprší.

## Fauna a flóra

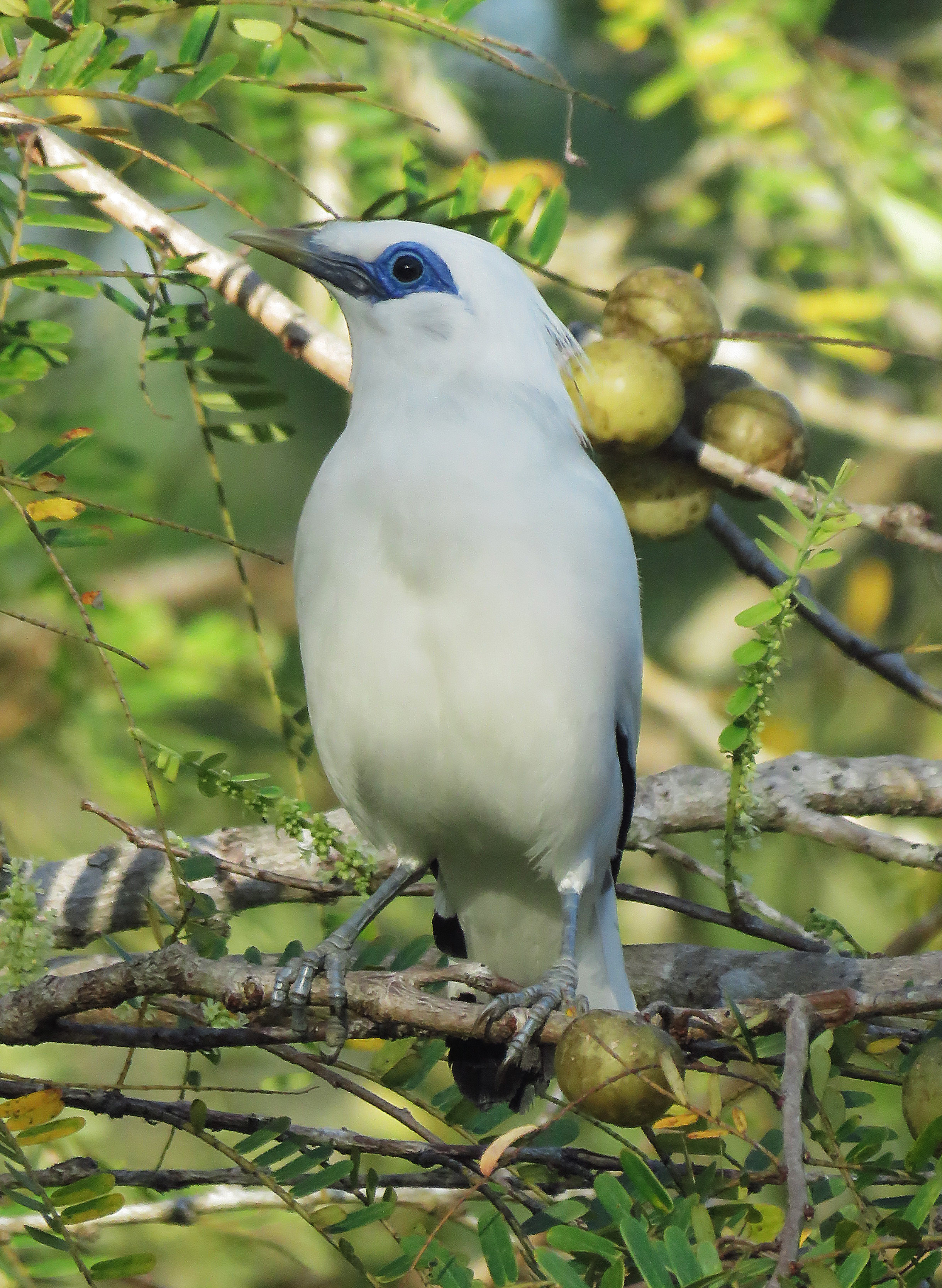
Kriticky ohrožená majna Rotschildova se nachází pouze na Bali

Bali leží západně od Wallaceovy linie, a jeho fauna je tedy asijského charakteru, s velmi malým australským vlivem, a má více společného s Jávou než s Lombokem. Výjimkou je kakadu žlutolící, který patří do primárně australské čeledi. Žije zde asi 280 druhů ptáků, včetně kriticky ohroženého endemického druhu majny Rotschildovy. K dalším patří vlaštovka obecná, žluva černošíjná, straka tmavá, orlík chocholatý, klecho rezavolící, mandelík východní, rýžovník šedý, marabu indomalajský, ťuhýk královský, nesyt bílý, vlaštovka rezavohrdlá, vlaštovka skalní, ledňáček posvátný, orel mořský, lasolet, lelek savanový, ledňáček gurial, bulbul žlutořitý a volavka bílá.
Až do počátku 20. století bylo Bali pravděpodobně domovem několika velkých savců: levharta a endemického balijského tygra. Banteng se dodnes vyskytuje ve své domestikované podobě, levharti se vyskytují pouze na sousední Jávě a tygr balijský je vyhuben. Poslední jistý záznam o tygrovi na Bali pochází z roku 1937, kdy byl jeden zastřelen, ačkoli poddruh mohl přežívat až do 40. nebo 50. let 20. století. Mezi pleistocenní a holocenní megafaunu patří bantengové a tapíři obrovští (na základě spekulací, že se mohli dostat až k Wallaceově linii), sloni a nosorožci.
Veverky se vyskytují poměrně často, méně často oviječ skvrnitý, která se chová i na kávových farmách k výrobě kopi luwak. Hojně jsou zastoupeni netopýři, asi nejznámějším místem, kde je možné se s nimi setkat, je chrám Goa Lawah (Chrám netopýrů), kde jsou místními obyvateli uctíváni a kde také představují turistickou atrakci. Vyskytují se i v dalších jeskynních chrámech, například na pláži Gangga. Vyskytují se zde dva druhy opic. Makak jávský, místními nazývaný „kera“, je poměrně běžný v okolí lidských sídel a chrámů, kde je zvyklý na krmení od lidí, zejména v některém ze tří chrámů „opičího lesa“, jako je například oblíbený chrám v oblasti Ubudu. Místní obyvatelé je také často chovají jako domácí mazlíčky. Druhá opice, endemit Jávy a některých okolních ostrovů, jako je Bali, je mnohem vzácnější a méně často k vidění. Jedná se o hulmana jávského, kterému místní říkají „lutung“. Mimo národní park Západní Bali se vyskytuje jen na několika málo místech. Mezi další vzácnější savce patří kočka bengálská, luskoun ostrovní a ratufa uzdičková.
Mezi hady patří kobra královská a krajta mřížkovaná. Varan skvrnitý může dorůst délky nejméně 1,5 m a hmotnosti 50 kg a dokáže se rychle pohybovat.
V bohatých korálových útesech kolem pobřeží, zejména v okolí oblíbených potápěčských lokalit, jako jsou Tulamben, Amed, Menjangan nebo sousední Nusa Penida, žije široká škála mořských živočichů, například kareta pravá, měsíčník svítivý, manta obrovská, muréna jávská, ploskozubec vysokočelý, žralok kladivoun, žralok spanilý, barakuda a hadi vodnáři. Na severním pobřeží poblíž Singaraji a Loviny se běžně vyskytují delfíni.
Tým vědců prováděl průzkum od 29. dubna 2011 do 11. května 2011 na 33 mořských lokalitách v okolí Bali. Objevil 952 druhů útesových ryb, z nichž osm bylo nově objeveno v Pemuteranu, Gilimanuku, Nusa Dua, Tulambenu a Candidase, a 393 druhů korálů, včetně dvou nových druhů v Padangbai a mezi Padangbai a Amedem. Průměrná úroveň pokrytí zdravými korály byla 36 % (lepší než v Raja Ampat a Halmaheře o 29 % nebo ve Fakfaku a Kaimaně o 25 %), přičemž nejvyšší pokrytí bylo zjištěno na Gili Selang a Gili Mimpang v Candidase v regentství Karangasem.

Z větších stromů se nejčastěji vyskytují banyány, chlebovníky, bambusy, akácie a také dlouhé řady kokosů a banánovníků. Na ostrově se vyskytuje celá řada rostlin: ibišek, plumérie, bugenvilea, pryšec nádherný, oleandr, jasmín, leknín, lotos, růže, begónie, orchideje a hortenzie. Na výše položených místech, kam se dostává více vláhy, například v okolí Kintamani, se dobře daří některým druhům kapradin, hub, a dokonce i borovicím. Rýže se vyskytuje v mnoha odrůdách. Mezi další zemědělsky cenné rostliny patří: salak, mangostan, kukuřice, kintamanský pomeranč, káva a povíjnice vodní.

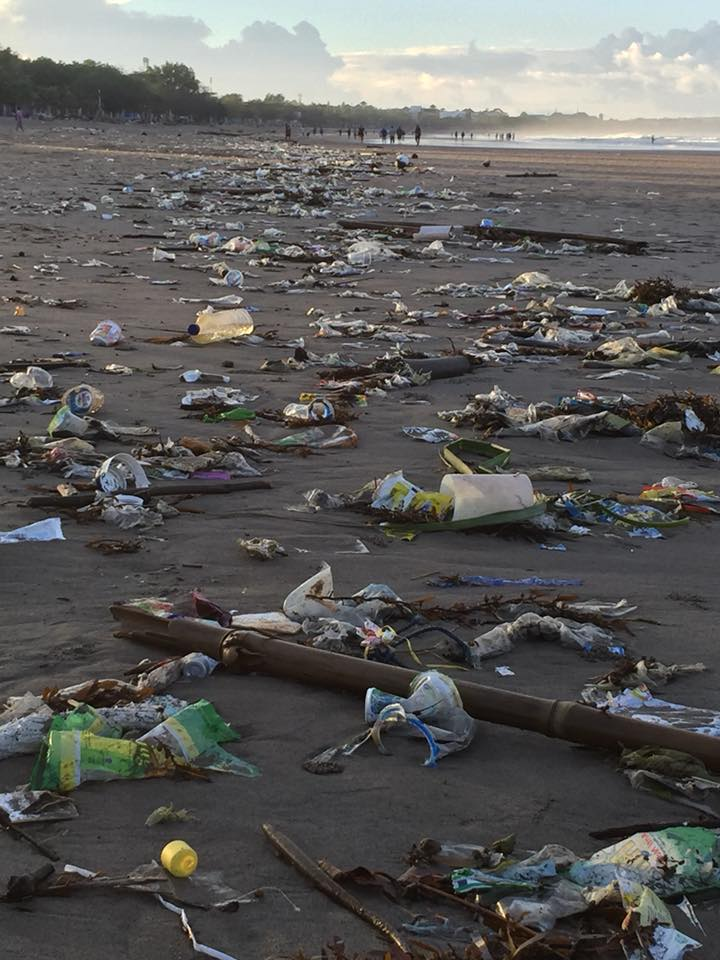
Vyplavený plastový odpad na pláži v Kutě

## Životní prostředí
V důsledku nadměrného využívání turistickým průmyslem vyschlo 200 ze 400 řek na ostrově. Výzkum ukazuje, že jižní část Bali bude čelit nedostatku vody. Ke zmírnění tohoto nedostatku má sloužit zařízení na zachycování a zpracování vody na řece Petanu v Gianyaru.
Zpráva ministerstva životního prostředí z roku 2010 o indexu kvality životního prostředí udělila Bali známku 99,65, což bylo nejvyšší skóre z 33 indonéských provincií. Skóre zohledňuje úroveň celkových nerozpuštěných látek, rozpuštěného kyslíku a chemické spotřeby kyslíku ve vodě.
Eroze na pláži Lebih každoročně způsobuje ztrátu sedmi metrů souše. Před desetiletími se na této pláži konaly svaté poutě, kterých se účastnilo více než 10 000 lidí, ale ty se přesunuly na pláž Masceti.
V roce 2017, kdy na Bali přijelo téměř 5,7 milionu turistů, vyhlásili vládní úředníci „stav odpadkové nouze“ v reakci na pokrytí 3,6 kilometru dlouhého pobřeží plastovým odpadem, který sem přinesl příliv, a to v obavách, že by znečištění mohlo odradit návštěvníky od návratu. Indonésie je jedním z největších světových znečišťovatelů plastem, přičemž podle některých odhadů je země zdrojem přibližně 10 % světového plastového odpadu. V indonéském hlavním městě Jakartě se nachází několik velkých skládek odpadu a na několika městských vodních tocích je běžně vidět hromady plovoucích plastů.

## Administrativní dělení

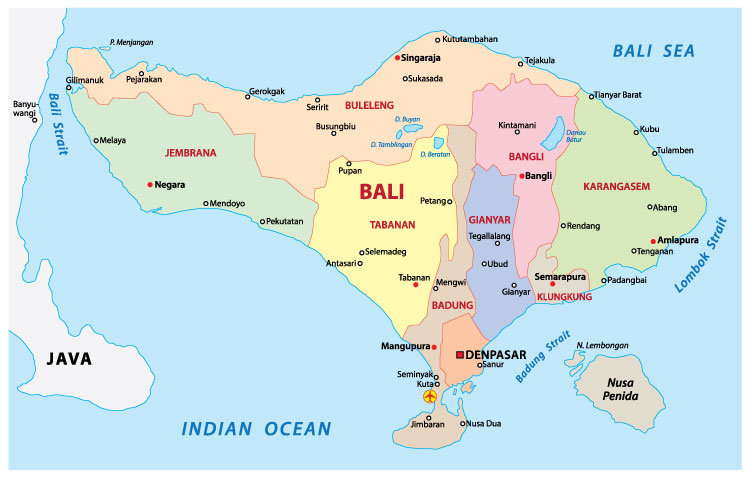
Regentství na Bali

Provincie Bali zahrnuje kromě ostrova Bali, který rozlohou i počtem obyvatel tvoří její rozhodující část, i několik menších ostrovů. Největšími z nich jsou Nusa Penida (203 km²), Nusa Lembongan (8 km²) a Nusa Ceningan, tyto 3 ostrovy se nacházejí jihovýchodně od Bali. Provincie se dělí na osm regentství a jedno město.
| Název                 | Hlavní město | Rozloha v km2 | Počet obyvatel (2020) |
| --------------------- | ------------ | ------------- | --------------------- |
| město Denpasar        | Denpasar     | 127,78        | 725 314               |
| Regentství Badung     | Mangupura    | 418,62        | 548 191               |
| Regentství Bangli     | Bangli       | 490,71        | 258 721               |
| Regentství Buleleng   | Singaraja    | 1 364,73      | 791 813               |
| Regentství Gianyar    | Gianyar      | 368,00        | 515 344               |
| Regentství Jembrana   | Negara       | 841,80        | 261 638               |
| Regentství Karangasem | Amlapura     | 839,54        | 492 402               |
| Regentství Klungkung  | Semarapura   | 315,00        | 206 925               |
| Regentství Tabanan    | Tabanan      | 1 013,88      | 420 913               |
| Celkem                |              | 5 780,06      | 4 317 404             |

## Ekonomika
V 70. letech 20. století bylo balijské hospodářství z hlediska produkce i zaměstnanosti založeno převážně na zemědělství. V současnosti je z hlediska příjmů největším průmyslovým odvětvím cestovní ruch, a proto je Bali jedním z nejbohatších regionů Indonésie. V roce 2003 bylo přibližně 80 % ekonomiky Bali spojeno s cestovním ruchem. Ke konci června 2011 činila míra nesplácených úvěrů všech bank na Bali 2,23 %, což je méně než průměrná míra nesplácených úvěrů v indonéském bankovním sektoru (přibližně 5 %). Ekonomika však výrazně utrpěla v důsledku teroristických útoků islamistů v letech 2002 a 2005. Od té doby se turistický průmysl z těchto událostí vzpamatoval.

### Zemědělství
Přestože cestovní ruch vytváří největší objem HDP, nejvíce lidí je stále zaměstnáno v zemědělství. Značný počet pracovních míst poskytuje také rybolov. Bali je také proslulé svými řemeslníky, kteří vyrábějí širokou škálu řemeslných výrobků, jako jsou batikované a ikatované látky a oděvy, dřevěné řezbářské výrobky, kamenné řezbářské výrobky, malované umění a výrobky ze stříbra. Jednotlivé vesnice si obvykle osvojují jeden výrobek, například zvonkohru nebo dřevěný nábytek.

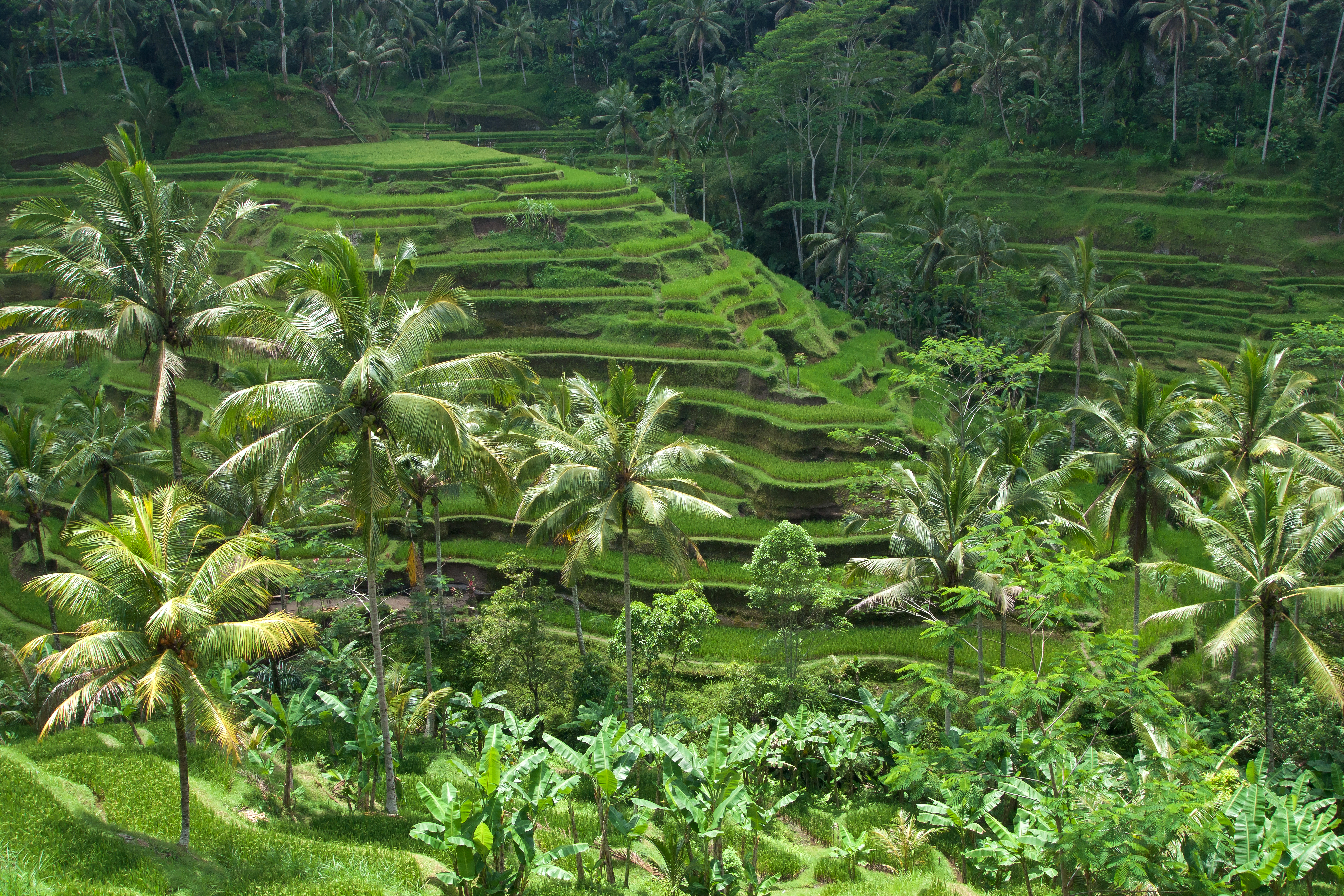
Rýžové terasy na Bali – zavlažovací systém Subak

Oblastí produkce kávy Arabica je náhorní oblast Kintamani poblíž hory Batur. Balijská káva se obecně zpracovává mokrou metodou. Výsledkem je sladká, měkká káva s dobrou konzistencí. Typická je chuť s citronovými a jinými citrusovými tóny. Mnoho pěstitelů kávy v Kintamani je členy tradičního zemědělského systému zvaného Subak Abian, který vychází z hinduistické filozofie „Tri Hita Karana“. Podle této filozofie jsou třemi příčinami štěstí dobré vztahy s Bohem, ostatními lidmi a životním prostředím. Systém Subak Abian je vhodný pro produkci fair trade a bio kávy. Káva Arabica z Kintamani je prvním produktem v Indonésii, který požádal o ochranu označení původu.

### Cestovní ruch
V roce 1963 nechal Sukarno postavit hotel Bali Beach v Sanuru, čímž podpořil turistický ruch na Bali. Před výstavbou hotelu Bali Beach byly na ostrově pouze tři významné hotely turistické třídy. Výstavba hotelů a restaurací se začala rozšiřovat po celém Bali. Cestovní ruch na Bali dále vzrostl po otevření mezinárodního letiště Ngurah Rai v roce 1970. Vláda regentství Buleleng podporovala odvětví cestovního ruchu jako jeden z hlavních pilířů hospodářského pokroku a sociálního blahobytu.

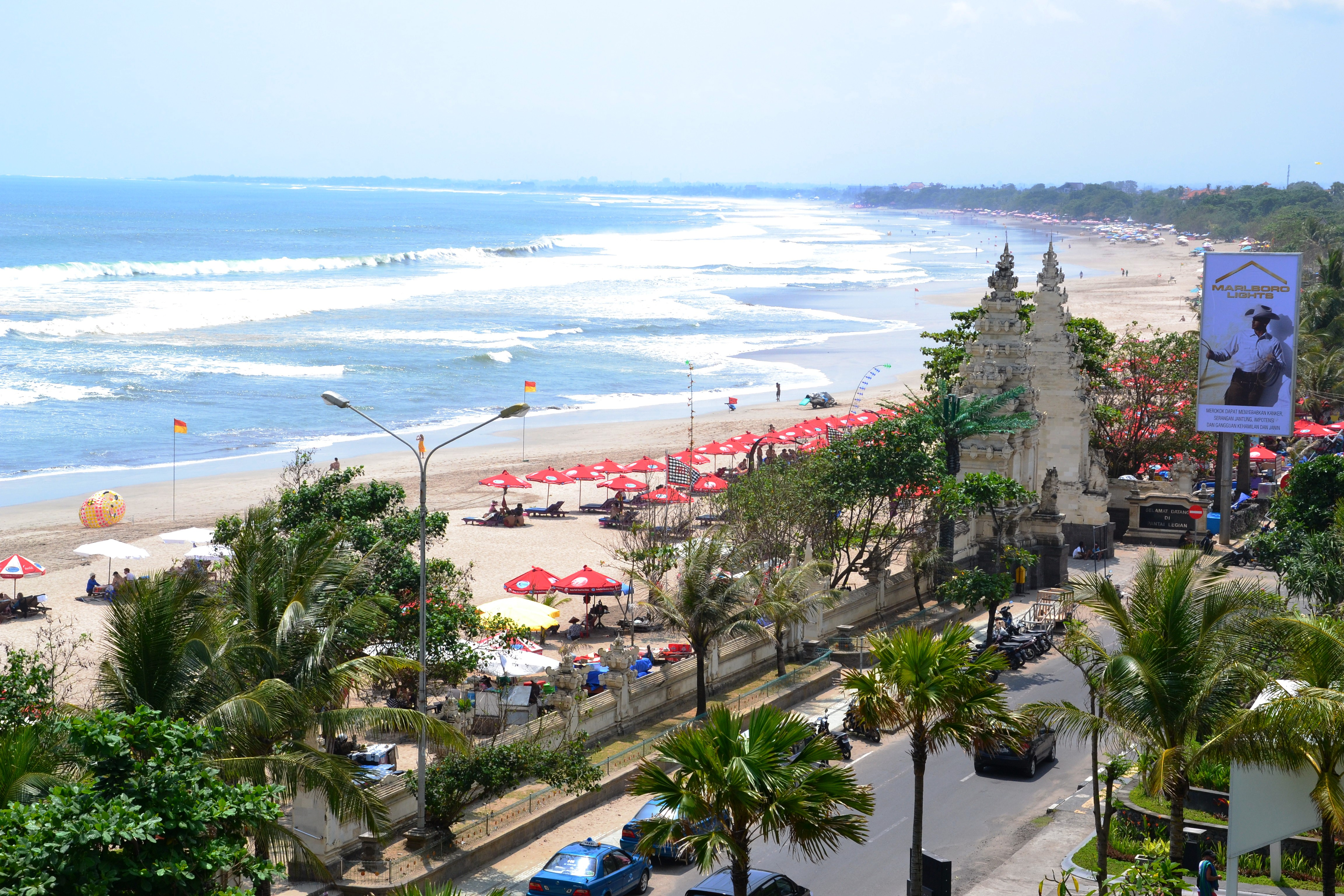
Pláž Kuta

Turistický průmysl se soustřeďuje především na jihu, ale významný je i v ostatních částech ostrova. Hlavními turistickými lokalitami jsou město Kuta (s pláží) a jeho okrajová předměstí Legian a Seminyak (kdysi samostatná městečka), město Sanur na východním pobřeží (kdysi jediné turistické centrum), Ubud směrem ke středu ostrova, a Jimbaran a novější zástavba Nusa Dua a Pecatu jižně od mezinárodního letiště Ngurah Rai.
Důsledkem cestovního ruchu je rozvíjení realitního trhu. Nemovitosti na Bali se rychle rozvíjejí v hlavních turistických oblastech Kuta, Legian, Seminyak a Oberoi. V poslední době vznikají špičkové pětihvězdičkové projekty na poloostrově Bukit na jižní straně ostrova. Podél útesů na jihu Bali vznikají drahé vily s panoramatickým výhledem na oceán.
Ekonomika cestovního ruchu na Bali přežila teroristické útoky islamistů v letech 2002 a 2005, dlouhodobým trendem je stálý nárůst počtu návštěvníků. V roce 2010 přijelo na Bali 2,57 milionu zahraničních turistů, čímž byl překonán cíl 2,0–2,3 milionu turistů a průměrná obsazenost hvězdičkových hotelů dosáhla 65 %.

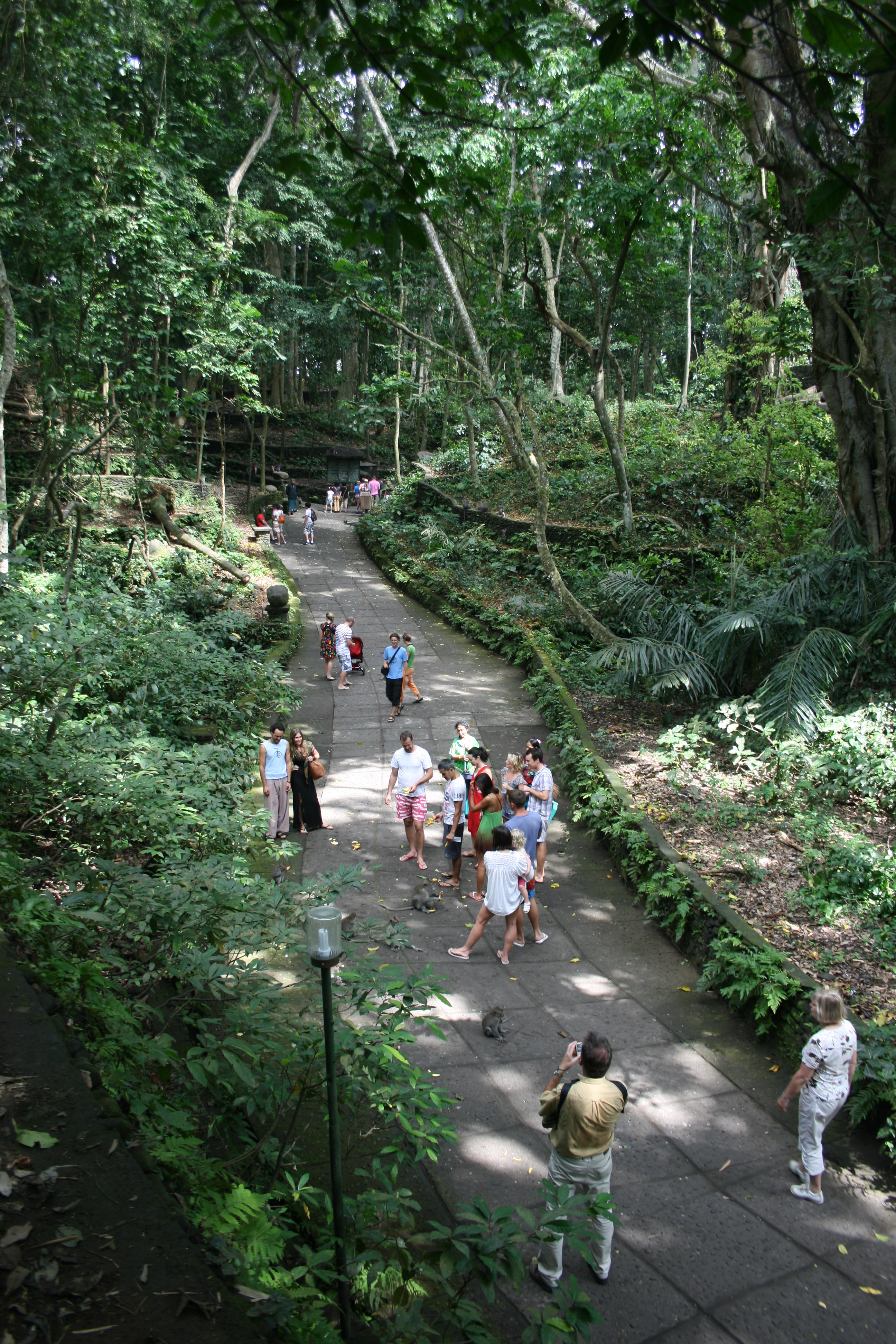
Turisté v Opičím lese v Ubudu

Bali získalo v roce 2010 ocenění Nejlepší ostrov od časopisu Travel and Leisure. Bali zvítězilo díky atraktivnímu prostředí (horské i pobřežní oblasti), rozmanitým turistickým atrakcím, vynikajícím mezinárodním i místním restauracím a přívětivosti místních obyvatel. Za hlavní faktor ocenění je považována také balijská kultura a její náboženství. Jednou z nejprestižnějších událostí, která symbolizuje silný vztah mezi bohem a jeho následovníky, je tanec kecak. Podle publikace BBC Travel vydané v roce 2011 je Bali jedním z nejlepších ostrovů na světě a umístilo se na druhém místě za řeckým Santorini.
V roce 2006 vyšly paměti Elizabeth Gilbertové Jíst, meditovat, milovat a v srpnu 2010 byl podle nich natočen film Jíst, meditovat, milovat. Odehrával se v Ubudu a na pláži Padang-Padang na Bali. Kniha i film podnítily rozmach turistického ruchu v Ubudu, horském městě a kulturním a turistickém centru, které bylo středem zájmu Gilbertové při hledání rovnováhy a lásky prostřednictvím tradiční spirituality a léčitelství.
V lednu 2016, po smrti hudebníka Davida Bowieho, vyšlo najevo, že Bowie ve své závěti požádal o rozptýlení svého popela na Bali v souladu s buddhistickými rituály. Na počátku své kariéry navštívil a vystupoval v několika městech jihovýchodní Asie, včetně Bangkoku a Singapuru.
Od roku 2011 Čína vystřídala Japonsko z pozice druhého největšího dodavatele turistů na Bali, na prvním místě žebříčku je stále Austrálie a mnoho turistů také začalo přijíždět z Indie. V důsledku dohody ACFTA a nových přímých letů na Bali se počet čínských turistů oproti předchozímu roku zvýšil o 17 %. V lednu 2012 se počet čínských turistů oproti lednu 2011 zvýšil o 222,18 %, avšak počet japonských turistů meziročně poklesl o 23,54 %.
Úřady na Bali oznámily, že v roce 2012 navštívilo ostrov 2,88 milionu zahraničních turistů a 5 milionů domácích turistů, což mírně překonalo očekávání 2,8 milionu zahraničních turistů.
Podle průzkumu Bank Indonesia z května 2013 patří 34,39 % turistů k vyšší střední třídě a utrácejí od 1286 do 5592 amerických dolarů, přičemž mezi nimi dominují Austrálie, Indie, Francie, Čína, Německo a Spojené království. Někteří čínští turisté oproti předchozím letům zvýšili úroveň svých výdajů. 30,26 % turistů patří do střední třídy a utrácí mezi 662 a 1285 dolary. V roce 2017 se očekávalo, že počet čínských turistů převýší počet australských turistů.
V lednu 2020 zrušilo cestu na Bali 10 000 čínských turistů kvůli pandemii covidu-19. Kvůli omezení cestování v důsledku pandemie covidu-19 v roce 2020 přijelo na Bali 1,07 milionu zahraničních cestovatelů, většina z nich mezi lednem a březnem, což je o 87 % méně ve srovnání s rokem 2019. V první polovině roku 2021 přicestovalo 43 zahraničních cestovatelů. V roce 2021 přijelo na ostrov jen 45 turistů z ciziny.

## Doprava

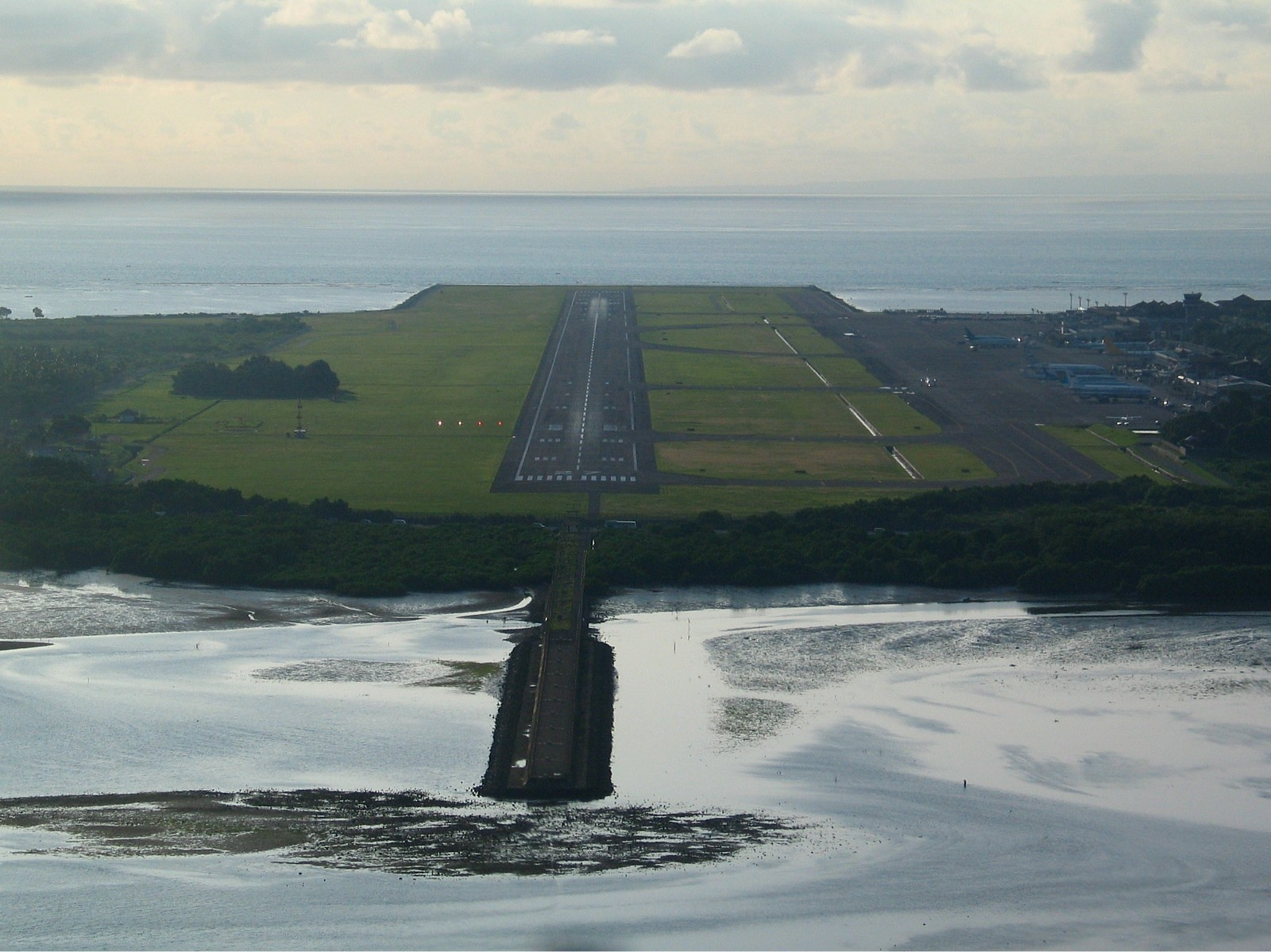
Letiště Ngurah Rai

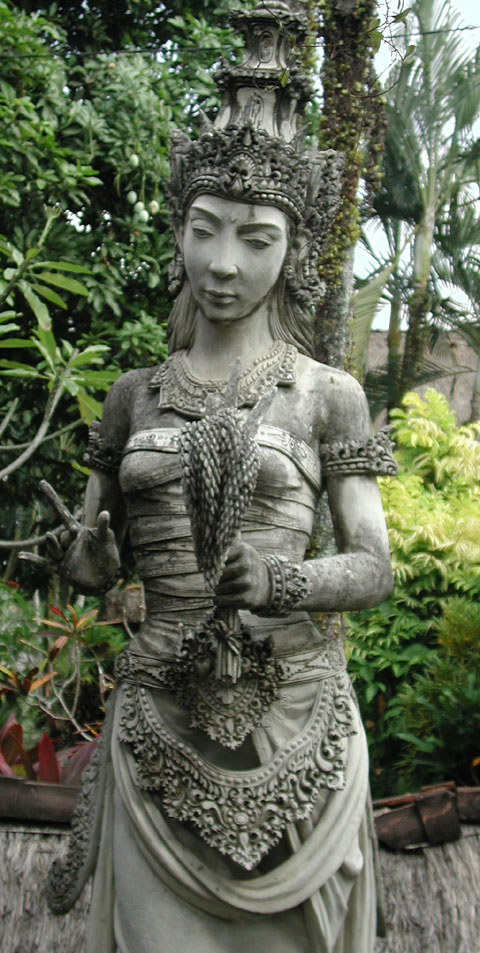
Socha Dewi Sri, bohyně rýže

Mezinárodní letiště Ngurah Rai se nachází nedaleko Jimbaranu na pevninské šíji v nejjižnější části ostrova. Letiště podplukovníka Wisnu se nachází na severozápadě Bali.
Kolem ostrova vede pobřežní silnice a tři hlavní dvouproudé silnice protínají centrální pohoří v průsmycích dosahujících výšky 1750 m (v Penelokanu). Obchvat Ngurah Rai je čtyřproudová rychlostní silnice, která částečně obkružuje Denpasar. Na Bali nevede žádná železniční trať. Mezi Gilimanukem na západním pobřeží Bali a Ketapangem na Jávě jezdí automobilový trajekt.
Dva ministři, guvernér Bali a Indonéská železniční společnost podepsali memorandum o porozumění o výstavbě 565 kilometrů dlouhé železnice podél pobřeží ostrova. Od července 2015 nebyly zveřejněny žádné informace o těchto navrhovaných železnicích. V roce 2019 bylo v Gapura Bali oznámeno, že Wayan Koster, guvernér Bali, „má zájem zlepšit dopravní infrastrukturu Bali a zvažuje plány na vybudování elektrické železniční sítě po celém ostrově“.
Dne 16. března 2011 získal přístav Benoa (Tanjung) ocenění „Best Port Welcome 2010“ od londýnského časopisu Dream World Cruise Destination. Úřady plánují rozšířit roli přístavu Benoa jako exportně-importního přístavu, aby podpořila obchodní a průmyslový sektor Bali.
V květnu 2011 byl zaveden integrovaný systém řízení dopravy (ATCS), který snížil dopravní zácpy na čtyřech křižovatkách: Ngurah Rai, Dewa Ruci Kuta, Jimbaran a Sanur. ATCS je integrovaný systém propojující všechny semafory, kamerové systémy a další dopravní signály s monitorovací kanceláří na policejním ředitelství. Systém byl úspěšně zaveden v jiných zemích ASEAN a bude implementován i na dalších křižovatkách na Bali.

Dne 21. prosince 2011 byla zahájena výstavba zpoplatněné silnice Nusa Dua – Benoa – letiště Ngurah Rai, která má zvláštní pruh pro motocykly. Tuto stavbu realizovalo sedm státních podniků v čele s PT Jasa Marga s 60% podílem. Společnost PT Jasa Marga Bali Tol postavila mýtnou silnici dlouhou 9,91 km (celkem 12,7 km s příjezdovou silnicí). Náklady na stavbu se odhadují na 2,49 bilionu rupií. Projekt vede přes 2 kilometry mangrovového lesa a přes 2,3 kilometru pláže, obojí na ploše 5,4 hektaru. Vyvýšená mýtná silnice je postavena nad mangrovovým lesem na 18 000 betonových sloupech, které zabraly 2 hektary mangrovového lesa. To bylo kompenzováno výsadbou 300 000 mangrovových stromů podél silnice. Dne 21. prosince 2011 se také začal stavět 450 metrů dlouhý podjezd Dewa Ruci na frekventované křižovatce Dewa Ruci poblíž Bali Kuta Galeria s odhadovanými náklady 136 miliard rupií ze státního rozpočtu. Dne 23. září 2013 byla otevřena zpoplatněná silnice Bali Mandara, předtím byl otevřen podjezd na křižovatce Dewa Ruci (Simpang Siur).

## Obyvatelé a náboženství
Při sčítání lidu v roce 2010 žilo na Bali 3 890 757 obyvatel, při sčítání lidu v roce 2020 pak 4 317 404 obyvatel. Odhaduje se, že na Bali trvale žije 30 000 cizinců.

### Etnický původ
Studie DNA z roku 2005, kterou provedl Karafet et al., zjistila, že 12 % chromozomů Y Balijců je pravděpodobně indického původu, 84 % je pravděpodobně austronéského původu a 2 % jsou pravděpodobně melanéského původu.

### Kastovní systém
Předmoderní Bali mělo čtyři kasty, ale s „velmi silnou tradicí komunitního rozhodování a vzájemné závislosti“. Tyto čtyři kasty byly sudra (šúdra), wesia (vaišja), satria (kšatrija) a brahmana (Bráhman).
Vědci 19. století jako Crawfurd a Friederich předpokládali, že balijský kastovní systém má indický původ, ale Helen Creeseová uvádí, že vědci jako Brumund, kteří navštívili ostrov Bali a pobývali na něm, uváděli, že jeho terénní pozorování jsou v rozporu s „přijatým chápáním jeho indického původu“. Na Bali byli šúdrové (místně psáno soedra) obvykle chrámovými kněžími, ačkoli v závislosti na demografickém složení může být chrámový kněz i z ostatních tří kast. Ve většině oblastí to byli šúdrové, kdo obvykle přinášel oběti bohům jménem hinduistických oddaných, zpíval modlitby, recitoval mewedu (védy) a určoval průběh balijských chrámových slavností.

### Náboženství
Přibližně 86,91 % obyvatel Bali vyznává balijský hinduismus, který vznikl kombinací místní víry a hinduistických vlivů z pevninské jihovýchodní Asie a jižní Asie. K menšinovým náboženstvím patří islám (10,05 %), křesťanství (2,35 %) a buddhismus (0,68 %) (stav k roku 2018).
Obecná víra a praxe balijského hinduismu je směsicí starobylých tradic a současného tlaku indonéských zákonů, které v rámci národní ideologie Pancasila povolují pouze monoteistická náboženství. Tradičně měl hinduismus v Indonésii panteon božstev a tato tradice víry v praxi pokračuje, dále hinduismus v Indonésii poskytoval hinduistům svobodu a flexibilitu, pokud jde o to, kdy, jak a kde se modlit. Oficiálně však indonéská vláda považuje a propaguje indonéský hinduismus za monoteistické náboženství s určitými oficiálně uznávanými vírami, které jsou v souladu s národní ideologií. Indonéské školní učebnice popisují hinduismus jako náboženství s jednou nejvyšší bytostí, hinduisty, kteří denně konají tři povinné modlitby, a hinduismus jako náboženství s určitými společnými vírami, které jsou částečně paralelní s vírami islámu.
Balijský hinduismus má kořeny v indickém hinduismu a buddhismu, které se sem dostaly přes Jávu. Hinduistické vlivy se na indonéské souostroví dostaly již v prvním století. Historické důkazy o procesu šíření kulturních a duchovních myšlenek z Indie jsou nejasné. Jávské legendy se vztahují k éře Saka, jejíž počátek je kladen do roku 78 n. l. Příběhy z eposu Mahábhárata byly na indonéských ostrovech vysledovány do 1. století, jejich verze však odrážejí verze nalezené v oblasti jihovýchodu indického poloostrova (dnešní Tamilnádu a jižní Karnátaka a Ándhrapradéš).
Tradice Bali převzala již existující animistické tradice původních obyvatel. Tento vliv posílil víru, že bohové a bohyně jsou přítomni ve všech věcech. Každý přírodní prvek má tedy svou sílu, která odráží moc bohů. Kámen, strom, dýka nebo tkaná látka jsou potenciálním domovem duchů, jejichž energii lze nasměrovat k dobru či zlu. Balijský hinduismus je hluboce provázán s uměním a rituály. Ritualizující stavy sebeovládání jsou pozoruhodným rysem náboženského projevu lidí, kteří se z tohoto důvodu proslavili svým kultivovaným a korektním chováním.
Vedle většiny tvořené balijskými hinduisty zde žijí také čínští přistěhovalci, jejichž tradice se prolnuly s tradicemi místních obyvatel. Tito čínští Balijci tak přijímají své původní náboženství, které je směsicí buddhismu, křesťanství, taoismu a konfucianismu, a nacházejí způsob, jak je sladit s místními tradicemi. Proto není neobvyklé potkat místní Sino-Balijce při odalanu v místním chrámu. Balijští hinduističtí kněží jsou navíc zváni, aby v případě úmrtí Číňana vykonávali obřady společně s čínským knězem. Přesto se Číňané hlásí pro administrativní účely k buddhismu, například kvůli občanským průkazům. Římskokatolická komunita má svou diecézi, diecézi Denpasar, která zahrnuje provincii Bali a Západní Nusa Tenggara a jejíž katedrála se nachází v Denpasaru.

### Jazyk
Nejrozšířenějšími jazyky na Bali jsou balijština a indonéština a naprostá většina Balijců mluví dvěma nebo třemi jazyky. V turistických oblastech se nejčastěji mluví indonésky, protože mnoho lidí v turistickém sektoru nejsou výhradně Balijci, ale přistěhovalci z Jávy, Lomboku, Sumatry a dalších částí Indonésie. Existuje několik původních balijských jazyků, ale většina Balijců umí používat i nejrozšířenější variantu: moderní obecnou balijštinu. Používání různých balijských jazyků bylo tradičně určováno balijským kastovním systémem a příslušností ke klanu, ale tato tradice ustupuje. Někteří hinduističtí kněží na Bali běžně používají také Kawi a sanskrt, protože hinduistická literatura byla většinou psána v sanskrtu.
Angličtina a čínština jsou dalšími nejrozšířenějšími jazyky (a hlavními cizími jazyky) mnoha Balijců, což je dáno požadavky turistického průmyslu, anglicky mluvící komunitou a velkou čínsko-indonéskou populací. Další cizí jazyky, jako je japonština, korejština, francouzština, ruština nebo němčina, se často používají ve vícejazyčných nápisech pro zahraniční turisty.

## Kultura
Bali je známé svými rozmanitými a propracovanými uměleckými formami, jako je malířství, sochařství, řezbářství, řemesla a divadelní umění. Výrazná je také balijská kuchyně. Velmi rozvinutá a rozmanitá je hudba balijského orchestru bicích nástrojů, které se říká gamelan. Balijské divadelní umění často ztvárňuje příběhy z hinduistických eposů, jako je Rámájana, ale se silným balijským vlivem. Mezi známé balijské tance patří pendet, legong, baris, topeng, barong, gong keybar a kecak (opičí tanec). Bali má jednu z nejrozmanitějších a nejinovativnějších kultur scénického umění na světě s placenými tisíci vystoupeními na chrámových slavnostech, soukromých obřadech nebo veřejných představeních.

### Architektura
Kaja a kelod jsou balijské ekvivalenty slov sever a jih, která označují orientaci mezi největší horou ostrova Agung (kaja) a mořem (kelod). Kromě prostorové orientace mají kaja a kelod konotaci dobra a zla, ostrované věří, že na hoře žijí bohové a předkové, zatímco v moři démoni. Stavby, jako jsou chrámy a obytné domy, jsou prostorově orientovány tak, že nejposvátnější prostory jsou nejblíže hoře a nečistá místa nejblíže moři.
Většina chrámů má vnitřní nádvoří a vnější nádvoří, které jsou uspořádány tak, že vnitřní nádvoří je nejdále směrem kaja. Tyto prostory slouží jako místa představení, protože většina balijských rituálů je doprovázena různou kombinací hudby, tance a divadla. Představení, která se odehrávají na vnitřním nádvoří, jsou klasifikována jako wali, nejposvátnější rituály, které jsou obětinami určenými výhradně bohům, naopak na vnějším nádvoří se konají obřady bebali, které jsou určeny bohům a lidem. A konečně představení určená výhradně pro zábavu lidí se konají vně chrámových zdí a nazývají se bali-balihan. Tento třístupňový systém klasifikace byl standardizován v roce 1971 výborem složeným z balijských úředníků a umělců, aby byla lépe chráněna posvátnost nejstarších a nejposvátnějších balijských rituálů před prováděním pro platící publikum.

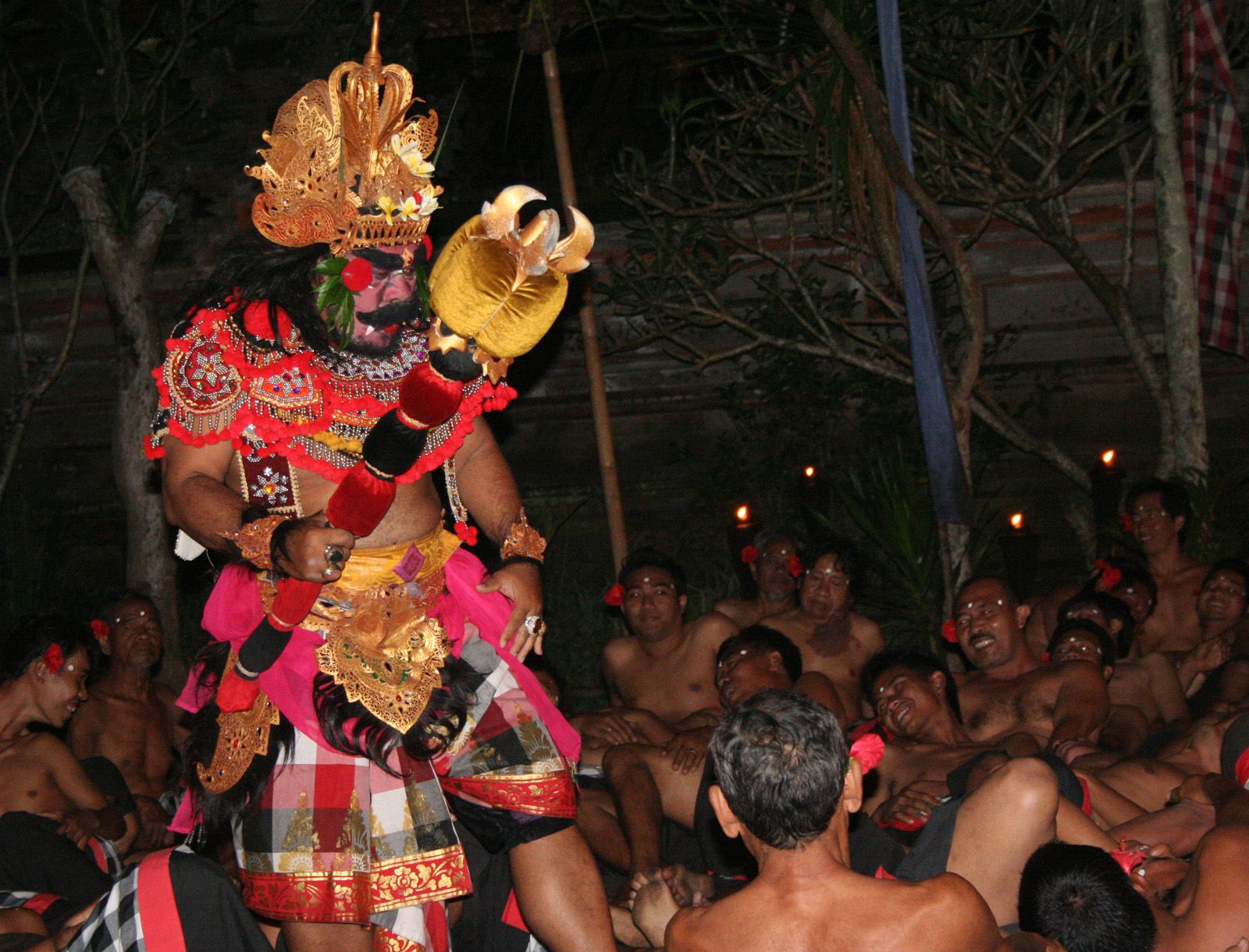
Balijský tanec vycházející z hinduistického eposu Rámájana

### Tanec
Turistický ruch, hlavní ekonomický obor Bali, poskytl ostrovu zahraniční publikum, které je ochotné platit za zábavu, což vytváří nové příležitosti pro vystoupení a větší poptávku po umělcích. Vliv cestovního ruchu je sporný, protože před jeho začleněním do ekonomiky neexistovala balijská scénická umění jako výdělečná činnost a nebyla provozována pro zábavu mimo příslušný rituální kontext. Od 30. let 20. století se posvátné rituály, jako je tanec barong, provádějí jak v původním kontextu, tak výhradně pro platící turisty. To vedlo ke vzniku nových verzí mnoha těchto představení, které se vyvíjely podle preferencí zahraničního publika. V některých vesnicích existuje maska barong určená speciálně pro nerituální představení a starší maska, která se používá pouze pro posvátná představení.

### Festivaly

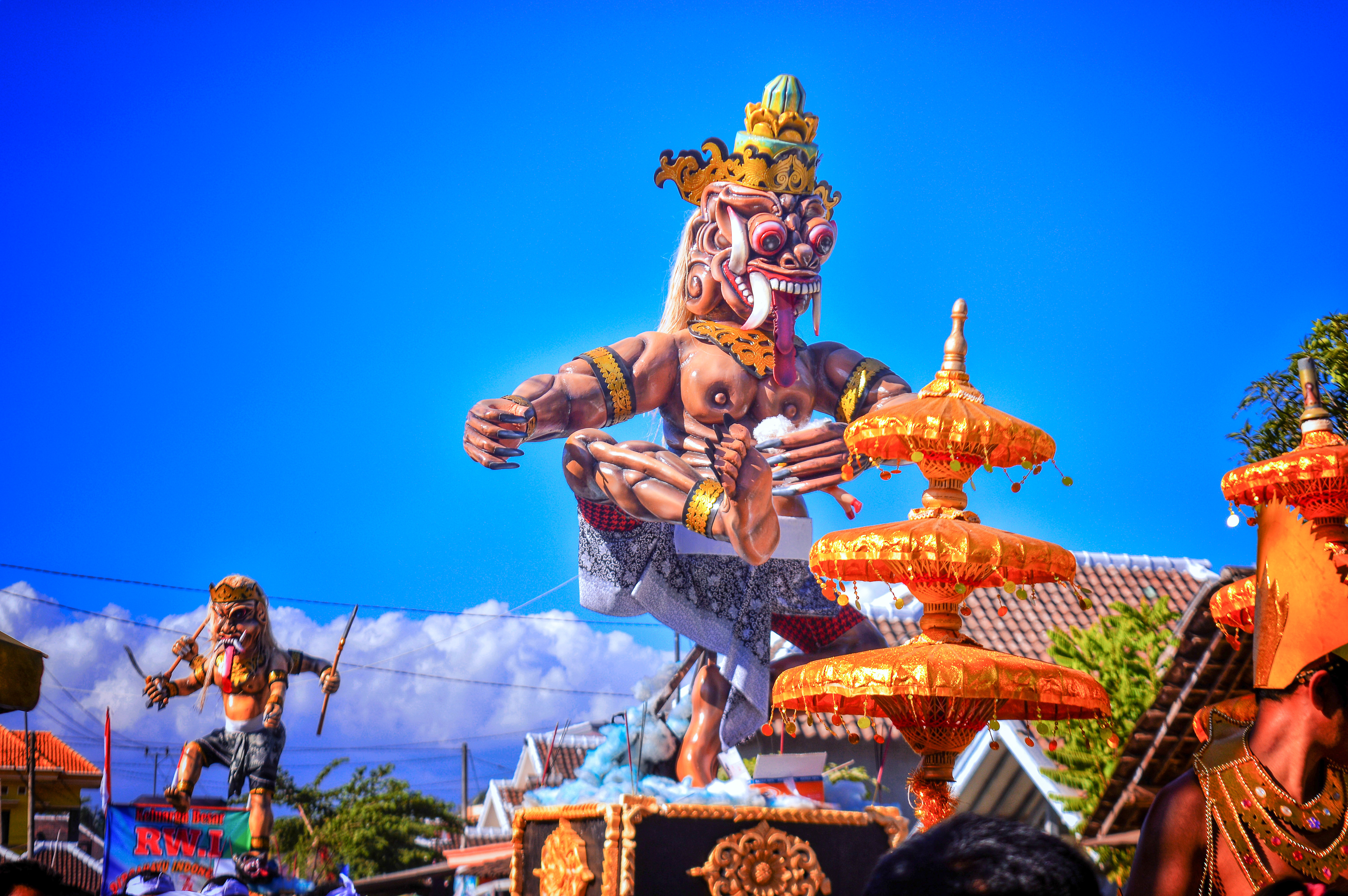
Ogoh-ogoh

V průběhu celého roku se na ostrově slaví mnoho svátků podle tradičních kalendářů. Na jaře se slaví hinduistický Nový rok Nyepi, který se slaví dnem ticha. V tento den všichni zůstávají doma a turisté jsou vyzýváni (nebo jsou povinni), aby nevycházeli z hotelu. Den před Novým rokem se konají přehlídky velkých a barevných soch příšer Ogoh-ogoh, které se večer pálí k zahnání zlých duchů. Další svátky v průběhu roku určuje balijský kalendářní systém pawukon.
Oslavy se konají při mnoha příležitostech, jako je například pilování zubů (rituál dosažení plnoletosti), kremace nebo odalan (chrámová slavnost). Jedním z nejdůležitějších konceptů, které mají balijské obřady společné, je koncept désa kala patra, který označuje to, že rituální představení musí být přiměřené jak konkrétnímu, tak obecnému společenskému kontextu. Mnoho obřadních uměleckých forem, jako je wayang kulit a topeng, je velmi improvizovaných, což poskytuje účinkujícímu flexibilitu, aby mohl představení přizpůsobit aktuální situaci. Mnoho oslav vyžaduje hlasitou, bouřlivou atmosféru s velkou aktivitou a výsledná estetika, ramé, je charakteristicky balijská. Často hrají dva nebo více gamelanových souborů nadoslech a někdy spolu soupeří o to, aby je bylo slyšet. Stejně tak si diváci mezi sebou povídají, vstávají a procházejí se, nebo dokonce povzbuzují představení, což přispívá k mnoha vrstvám aktivity a živosti typické pro ramé.

### Tradice
Balijská společnost je stále postavena na rodové vesnici každé rodiny, s níž je úzce spjat koloběh života a náboženství. V důsledku demokratizace a decentralizace Indonésie od roku 1998 vzrostl význam donucovacích aspektů tradiční společnosti, jako jsou sankce podle zvykového práva ukládané tradičními autoritami, například vesnickými radami (včetně „kasepekang“ neboli vyloučení osoby ze společenského života).
Kromě balijských posvátných rituálů a festivalů vláda pořádá Balijský festival umění, na kterém se představují balijská divadelní umění a různá umělecká díla vytvořená místními talenty. Koná se jednou ročně, od druhého červnového týdne do konce července. V říjnu se v Ubudu koná největší každoroční festival spisovatelů a myšlenek v jihovýchodní Asii Ubud Writers and Readers Festival, kterého se účastní nejslavnější světoví spisovatelé, umělci, myslitelé a performeři.

### Soutěže krásy
Bali hostilo Miss World 2013 (63. ročník soutěže Miss World). Bylo to poprvé, co Indonésie hostila mezinárodní soutěž krásy.

## Sport

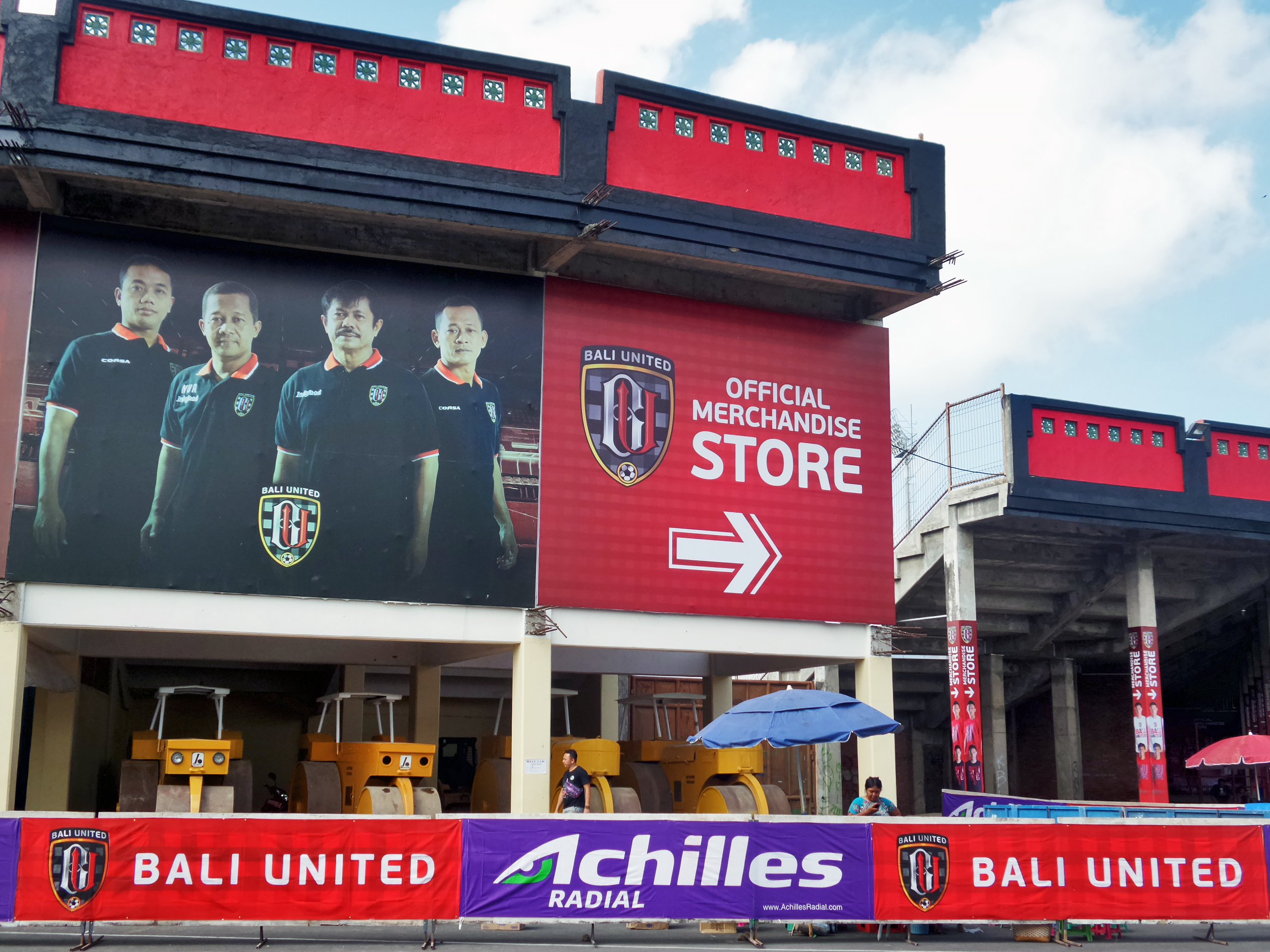
Stadion Bali United

Bali je významnou světovou surfařskou destinací s oblíbenými vlnami po celém jižním pobřeží a kolem nedalekého ostrova Nusa Lembongan.
Jako součást Korálového trojúhelníku nabízí Bali, včetně ostrova Nusa Penida, širokou škálu potápěčských lokalit s různými typy útesů a tropickým vodním životem.
V roce 2008 se na Bali konaly Asijské plážové hry. Bylo to podruhé, co Indonésie hostila asijskou akci s více sporty, poté co se v roce 1962 konaly Asijské hry v Jakartě.
Ve fotbale je Bali domovem fotbalového klubu Bali United, který hraje v Lize 1. Tým se přestěhoval ze Samarindy ve Východním Kalimantanu do Gianyaru na Bali. Harbiansyah Hanafiah, hlavní komisionář Bali United, vysvětlil, že změnil název a přesunul domovskou tým, protože v nejvyšší fotbalové soutěži v Indonésii nebyl žádný zástupce z Bali. Dalším důvodem bylo, že místní fanoušci v Samarindě fandí více týmu Pusamania Borneo FC než Persisam.

## Světové dědictví
V červnu 2012 byl subak, zavlažovací systém pro rýžová pole v Jatiluwihu v centrální části Bali, zapsán na seznam světového přírodního dědictví UNESCO.